# Синът на полка (филм, 1981)
„Синът на полка“ (на руски: Сын полка) е игрален филм на режисьора Георгий Кузнецов, заснет през 1981 г. по едноименния разказ на Валентин Катаев.

## Сюжет
Лятото на 1943 г. Група разузнавачи от артилерийски батальон по време на рейд в тила на врага се натъква на 12-годишно момче. Прилича на истинско вълче – напълно диво, мръсно, парцаливо, гладно и ядосано. Човекът се скита из горите около две години и яде каквото намери. Разузнавачите го вземат със себе си, но командването решава да изпрати момчето в тила. По пътя към града той бягва и се връща при съгледвачите. Командирът, след като се привърза към момчето, го осиновява, но умира в една от битките. Тогава войниците решават да отгледат тийнейджъра заедно. Ваня става син на полка.